# Стационе ди Кампиљија Маритима (Ливорно)
Стационе ди Кампиљија Маритима је насеље у Италији у округу Ливорно, региону Тоскана.
Према процени из 2011. у насељу је живело 86 становника. Насеље се налази на надморској висини од 3 м.